# ادوارد فاین‌باوم
ادوارد فاین‌باوم (انگلیسی: Edward Feigenbaum؛ زادهٔ ۲۰ ژانویهٔ ۱۹۳۶) یک دانشمند در زمینه علوم رایانه اهل ایالات متحده آمریکا است. او را اغلب «پدر سامانه خبره» می‌نامند.
وی همچنین برنده جوایزی همچون جایزه تورینگ شده است.

## تحصیلات و اوایل زندگی
فاین‌باوم در سال ۱۹۳۶ در ویهاکن، نیوجرسی در یک خانواده فرهنگی یهودی به دنیا آمد که با خانواده‌اش به برگن شمالی نقل مکان کرد، جایی که تا سن ۱۶ سالگی در آنجا زندگی کرد و  برای رفتن به کالج آنجا را ترک کرد. زادگاهش مدرسه متوسطه نداشت و او دبیرستان ویهاکن را برای برنامه آمادگی کالج انتخاب کرد.
فاین‌باوم در موسسه فناوری کارنگی (در حال حاضر دانشگاه کارنگی ملون)، مدرک کارشناسی خود را در ۱۹۵۶ گرفت و پی اچ دی خود را در ۱۹۶۰ به پایان رساند.